# 徳丸哲史
徳丸 哲史（とくまる さとし、1973年8月9日 - ）は、大分県出身の元社会人野球選手（投手）。右投右打。

## 来歴・人物
大分県立臼杵高等学校から明治大学に進学、野球部でプレーした。3年次には春のリーグ戦で優勝に貢献する活躍を見せている。野村克則とは同期でバッテリーも組んだ。
大学卒業後の1996年に三菱自動車川崎に入社。チームのエースとして同僚の谷村逸郎らと投手陣の屋台骨を支え、第71回・第74回・第76回のチーム優勝に貢献した。
2006年限りで現役を引退。当初は三菱ふそうトラック・バスで社業に就く方針だったが、それを知った熊本ゴールデンラークス監督の田中敏弘がコーチとしてのチーム加入を懇願。徳丸はこれを受け入れて翌2007年から投手コーチとして移籍、同年チームを第78回都市対抗野球での本大会初出場に導いた。
2010年からは田中の後を受けて熊本ゴールデンラークスの監督に就任。チーム指導のモットーは「野球人たる前に立派な社会人たれ」。
2012年シーズンをもって退任した後は、マネージャーや部長を歴任した。
2021年より、田中が代表理事を務め九州アジアリーグを運営する「一般社団法人九州アジアプロ野球機構」のスタッフとなった。その後専務理事を経て、2022年10月より田中の後任として代表理事に就任した。九州アジアリーグの運営母体は2024年シーズンから、「九州アジアベースボールリーグ株式会社」に変更になったが、徳丸は引き続き同社の代表取締役を務めている。